# ねり飴
ねり飴（ねりあめ）とは、駄菓子屋などで売られている粘りのある甘い飴の菓子のこと。
蜂蜜より少し強い粘り気があり、さまざまな色のものがある。べたつきを防ぐためにオブラートに包まれたものもある。
そのまま食べると軟らかすぎて垂れ落ちるので、箸でこねて空気を含ませ、ある程度硬くなってから食べることが多い。もちろん、練らずに舐めてもよい。